# Platymetopius dagestanus
Platymetopius dagestanus är en insektsart som beskrevs av Dlabola 1967. Platymetopius dagestanus ingår i släktet Platymetopius och familjen dvärgstritar. Inga underarter finns listade i Catalogue of Life.